# بلد حواء
بلد حواء (بالصومالية: Beledxaawo)‏ أو (بالصومالية: BuuloXaawo)‏ هي مدينة تجارية بمحافظة جدو جنوب الصومال، وهي مدينة حدودية وبوابة تجارية لكينيا وإثيوبيا، كما أنها العاصمة التجارية لمحافظة جدو ومركز مقاطعة بلد حواء.